# Gulo
Gulo és un gènere de carnívors de la família dels mustèlids. Conté un sol representant vivent, el golut (G. gulo), i diverses espècies extintes. El registre fòssil indica que aquest grup probablement s'originà a Nord-amèrica i s'estengué a Euràsia durant el Pliocè. La P2 és reduïda. La P4 és robusta i té tres arrels. Les molars superiors són més petites que en altres gulonins. En general, les dents estan adaptades a una dieta hipercarnívora.